# Francis Gurry

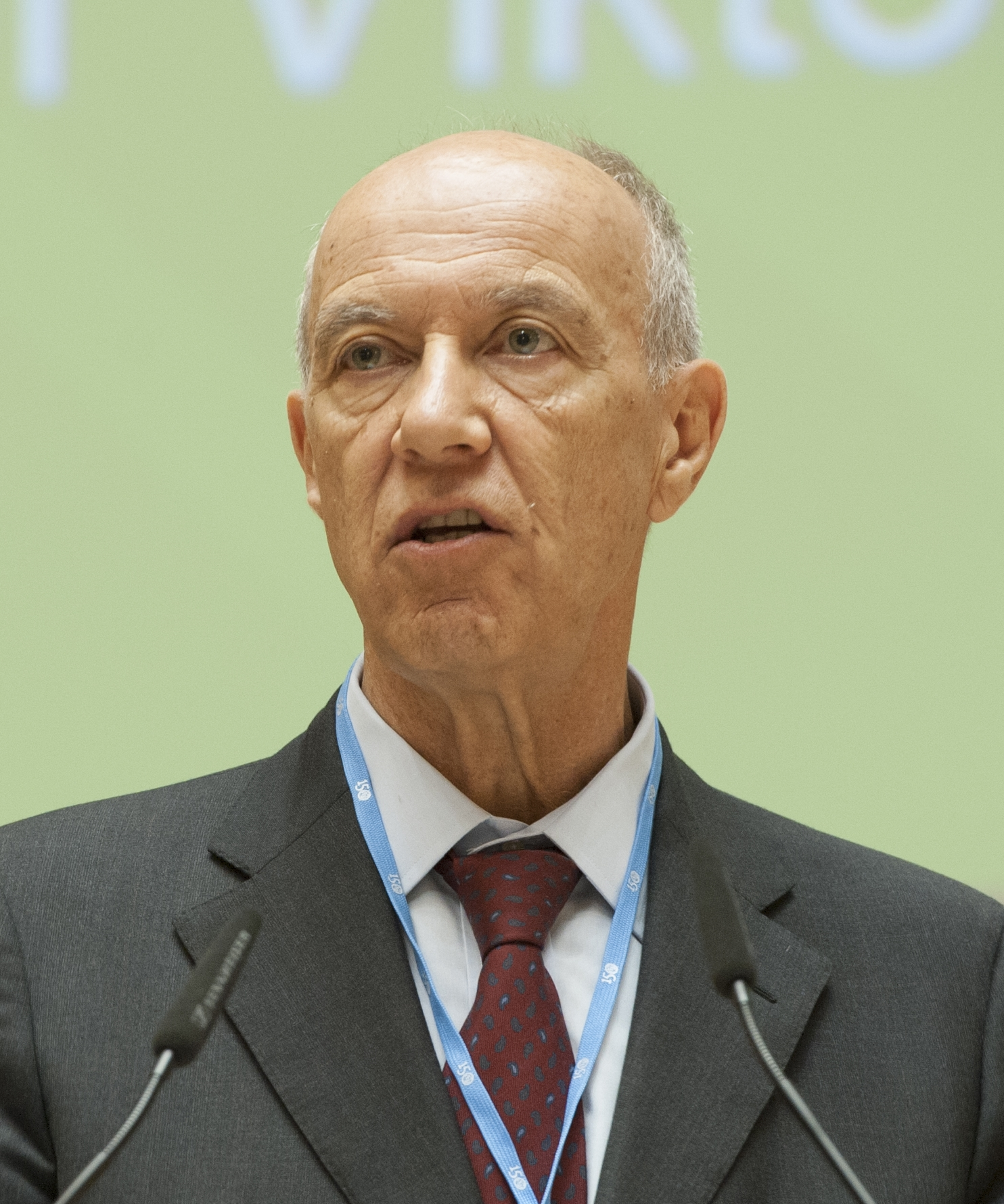
Francis Gurry (2015)

Francis Gurry AO (geboren am 17. Mai 1951) ist ein australischer Jurist. Er war von 2008 bis 2020 der vierte Generaldirektor der Weltorganisation für geistiges Eigentum (WIPO), einer Sonderorganisation der Vereinten Nationen, und gleichzeitig auch Generalsekretär des Internationalen Verbandes zum Schutz von Pflanzenzüchtungen (UPOV).

## Karriere
Gurry schloss 1974 sein Jurastudium an der University of Melbourne als Bachelor of Laws ab. 1975 wurde er als Barrister und Solicitor am Supreme Court von Victoria zugelassen. Er arbeitete in Melbourne als Referendar und Solicitor in der Kanzlei Arthur Robinson & Co. 1976 erwarb er den Masterabschluss an der University of Melbourne. Von 1976 bis 1979 war Gurry als Forschungsstudent an der Rechtsfakultät der britischen University of Cambridge eingeschrieben, dort promovierte er 1980 zum PhD mit einer Arbeit über Vertrauensbruch.
In den folgenden Jahren war Gurry als Dozent an der University of Melbourne tätig, außerdem ein Jahr lang als Solicitor bei der Rechtsanwaltskanzlei Freehills in Melbourne. Zeitweise war er Gastprofessor an der Universität Dijon.
1985 wechselte Francis Gurry als Berater und Projektleiter im Regionalbüro für Asien und den Pazifik zur Weltorganisation für geistiges Eigentum (WIPO). In den Folgejahren hatte er verschiedene Aufgaben bei der Organisation. Von 1999 bis 2003 war er Assistent des Generaldirektors und ab 2003 stellvertretender Generaldirektor. Aufgabenbereiche waren unter anderem der Vertrag über die Internationale Zusammenarbeit auf dem Gebiet des Patentwesens  (PCT), das Patentrecht und das WIPO Schiedsgerichts- und Mediationszentrum, welches er mit aufbaute, daneben auch traditionelles Wissen, traditionelle Kulturleistungen und genetische Ressourcen.
Francis Gurry wurde am 13. Mai 2008 zum Generaldirektor der WIPO gewählt. Am 22. September 2008 wurde er durch die WIPO Generalversammlung bestätigt. 2014 wurde Gurry für eine weitere 6-Jahres-Periode wiedergewählt.  Im Oktober 2020 wurde er durch Daren Tang abgelöst.

## Sonstige Aktivitäten
Gurry ist Mitglied im Netzwerk International Gender Champions (IGC), das sich für Geschlechtergerechtigkeit auch in internationalen Organisationen einsetzt.

## Auszeichnungen
- 1980 Yorke Prize der University of Cambridge
- 2010 Ehrendoktor der Renmin University of China
- 2023 Officer des Order of Australia[15]

## Veröffentlichungen

### Bücher
- International Intellectual Property in an Integrated World Economy, Wolters Kluwer, New York, 2nd edition 2012 (mit Frederick M. Abbott und Thomas Cottier), ISBN 978-0-7355-3958-7; 1st edition 2007, ISBN 978-0-7355-3958-7
- Breach of Confidence, Oxford University Press, Oxford, 1984, ISBN 0-19-825378-8; 2nd edition Gurry on Breach of Confidence – The Protection of Confidential Information von Tanya Aplin, Lionel Bently, Phillip Johnson und Simon Malynicz, Oxford University Press, Oxford, 2012, ISBN 978-0-19-929766-5
- International Intellectual Property System: Commentary and Materials, Kluwer Law International, The Hague, 1999 (mit Frederick M. Abbott und Thomas Cottier), ISBN 90-411-9322-7
- Confidential Information, Oxford University Press, Oxford, 1981

### Ausgewählte Artikel
- „The Cambrian Explosion“, International Review of Intellectual Property and Competition Law, vol. 38, no. 3 (2007), pp. 255–258
- „Globalization, Intellectual Property and Development“, Proceedings of the American Society of International Law, 2005
- „The Growing Complexity of International Policy in Intellectual Property“, Science and Engineering Ethics, vol. 11, no. 1 (2005), pp. 13–20
- „The Dispute Resolution Services of the World Intellectual Property Organization“, Journal of International Economic Law, vol. 2, no. 2 (1999), pp. 385–398
- „The Evolution of Technology and Markets and the Management of Intellectual Property Rights“, in Frederick M. Abbott und David Gerber (Hrsg.) Public Policy and Global Technology Integration, (Kluwer Law International, London, 1997), ISBN 90-411-0655-3
- „Arbitrage et propriété intellectuelle“, in Institut de recherche en propriété intellectuelle Arbitrage et propriété intellectuelle (Libraires Techniques, Paris, 1994), ISBN 2-7111-2383-9